# 기은유
기은유(2013년 1월 17일 ~ )는 대한민국의 배우, 모델, 유튜버이다.

## 출연

### 방송

#### 드라마
- 2018년 KBS 2TV 《하나뿐인 내편》 - 빵을 먹으려고 하는 아이 역
- 2019년 TvN 《쌉니다 천리마마트》 - 조민형 역
- 2020년 KBS 2TV 《어서와》 - 어린 홍조 역 (김명수 아역)
- 2020년 KBS 2TV 《위험한 약속》 - 어린 한지훈 역 (이창욱 아역)
- 2020년 TvN 《오 마이 베이비》 - 어린 윤재영 역 (박병은 아역)
- 2020년 JTBC 《쌍갑포차》 - 고아원 소년 역
- 2020년 MBC 《저녁 같이 드실래요?》 - 어린 김해경 역 (송승헌 아역)
- 2020년 SBS 《브람스를 좋아하세요?》 - 어린 박준영 역 (김민재, 박상훈 아역)
- 2020년 JTBC 《18 어게인》 - 어린 서지호 역 (최보민, 김강훈 아역)
- 2020년 카카오 TV 《아름다웠던 우리에게》 (웹 드라마) - 차건 역
- 2021년 KBS 2TV 《대박부동산》 - 어린 오인범 역 (정용화 아역)
- 2021년 TvN 《갯마을 차차차》 - 장이준 역
- 2021년 KBS 1TV 《태종 이방원》 - 창왕 역
- 2021년 JTBC 《서른, 아홉》 - 김주원 역
- 2022년 OCN 《우월한 하루》 - 어린 권시우 역 (이원근 아역)
- 2022년 TvN 《링크 : 먹고 사랑하라, 죽이게》 - 어린 이진근 역 (신재휘 아역)
- 2022년 MBC 《빅마우스》 - 어린 최도하 역 (김주헌 아역)
- 2022년 MBC 《일당백집사》 - 어린 김건우 역 (김최용준 아역)

#### 예능
- 2017년 유튜브 《기남매 TV》 (웹 예능) - 출연자 (2017.12.17~)
- 2021년 KBS 2TV 《슈퍼맨이 돌아왔다》 - 출연자 (2021.06.20)

### 영화
- 2020년 《튤립 모양》 (독립 영화) - 비눗방울 아이 역
- 2020년 《도굴》 - 어린 강동구 역 (이제훈 아역)

### 광고
- 2017년 삼성전자 삼성 갤럭시 노트 8 - 인피니트 디스플레이 편 (With 기소유)
- 2017년 서울특별시청 내일연구소 서울 (With 장윤주, 기소유)
- 2017년 롯데렌탈 묘미
- 2018년 미미월드 핑크퐁 피아노버스
- 2018년 더모스퀘어 바이킹토이 (With 이지우)
- 2018년 시트로엥 시트로엥 그랜드 C4 피카소
- 2018년 삼성카드 (With 아이유)
- 2019년 대한민국 국토교통부 건설안전 TV 캠페인

## 가족 관계
- 여동생 : 기소유 (2017년 2월 16일 ~ )